# Сарбаз (газета)
«Сарба́з» — еженедельная республиканская военно-патриотическая газета при Министерстве обороны Республики Казахстан, освещающая деятельность Вооружённых Сил Республики Казахстан.
Еженедельная газета освещает события, происходящие в Вооружённых Силах Республики Казахстан, такие, как проводимые в стране военно-тактические учения и военно-патриотические сборы. Публикуются новостные сводки из разных войсковых частей Казахстана, связанных с боевой подготовкой, достижения армейских спортсменов Центрального спортивного клуба армии МО РК, последние события, происходящие в армиях мира, интервью с военнослужащими, а также казахстанскими звёздами. Кроме того, газета представляет инфографику о вооружении и технике Казахстана и мировом арсенале. В штате более 10 журналистов, а также региональные представители различных областей.

## Общая информация
Газета «Сарбаз» выходит раз в неделю: в пятницу на 20 полосах (10 полос — на казахском языке, 10 полос — на русском языке) формата А3. В штате более 10 журналистов, а также региональные представители различных областей.

## История
Военно-патриотическая газета «Сарбаз» является преемницей казахской военной газеты «Qьsьl әsker» (читается как Қызыл әскер — Кызыл аскер), выходившей с 7 ноября 1929 года по 31 октября 1936 года в Алма-Ате. Тогда газета являлась еженедельной газетой Казахского военного комиссариата, ОСОАВИАХИМа и издательства «Еңбекшіл қазақ» (ныне «Егемен Қазақстан»), выходила раз в неделю на казахском языке латинской графике, маленькие заметки дублировались в ней же на арабской графике. Формат издания большой, А0. Газета распространялась по подписке и продавалась в розницу. С ней активно сотрудничали Ильяс Жансугуров, Аскар Лекеров, Ауезхан Кошимов, Касым Аманжолов.
Цель газеты — поддержка словом обороноспособности на территории республики, привлечение казахской молодёжи к военному делу, повышение уровня военных знаний офицеров и укрепление связи между трудящимися и Красной армией.
Газета писала о работе военных комиссариатов, деятельности ОСОАВИАХИМа (впоследствии — ДОСААФ, «Отан») в республике, изучении военного искусства, о службе в воинских частях Казахстана, обучении граждан, в том числе и женщин, основам начальной военной подготовки. Размещала советы по военному делу, давала разъяснения по тактико-техническим характеристикам. Публиковала зарубежные военные новости. На страницах издания размещались также стихи и рассказы.
Далее с 1 ноября 1969 года в Алма-Ате начала выходить газета «Боевое знамя». Это было связано с созданием САВО. У каждого округа в советское время имелся свой печатный орган. В течение 20 лет газета вела летопись жизни войск, дислоцированных на территории САВО. Она имела очень высокий уровень, её знали, читали, в редакцию писали и обращались.
В мае 1989 г. в связи с упразднением округа выпуск «Боевого Знамени» прекратился, редакция была расформирована, её здание было законсервировано, в типографии выполнялись заказы для оперативной деятельности воинских частей. Подшивки «Боевого Знамени» были перемещены в Центральный архив МО РФ. «Боевое Знамя» было именно предшественником «Қазақстан сарбазы» — «Воин Казахстана».
На основании Указа Президента Республики Казахстан от 7 мая 1992 года № 745 «О создании Вооруженных Сил Республики Казахстан» и Постановление Кабинета Министров Республики Казахстан от 14 декабря 1992 года № 105, на базе газеты Среднеазиатского военного округа «Боевое Знамя» был создан Центральный орган печати Министерства обороны Республики Казахстан — газета «Қазақстан сарбазы — Воин Казахстана».
Первый номер газеты вышел 16 декабря 1992 года, в среду, в Алматы вышел на казахском и русском языке. «Қазақстан сарбазы» — «Воин Казахстана» стал, по сути, основным военным изданием страны. Газета была ведущим выразителем оборонных интересов государства, центром разъяснения военной политики, инструментом воспитания всех категорий военнослужащих на героических традициях народа, активным проводником в жизнь армейской реформы, подготовки квалифицированных кадров для различных войсковых формирований. Важность произошедшего тогда подчёркивалась приветствием в первом номере Президента Казахстана — Н. А. Назарбаева, в котором Верховный Главнокомандующий отмечал: «Газета должна стать выразительницей оборонных интересов республики и её вооруженных защитников, её эффективных связей с государствами Содружества. Важно побуждать у молодежи стремление с честью выполнять свой воинский долг, воспитывать её в духе патриотизма на основе героического прошлого Родины».
Новому военному изданию были переданы здание, типография, система распространения. И в течение первого времени «Қазақстан сарбазы» — «Воин Казахстана» в определённой степени повторяла черты своего советского предшественника, особенно по полиграфическому исполнению. Да и большая часть сотрудников были из «Боевого Знамени»: Григорий Красилов, Николай Завьялов, Николай Мальцев, Александр Бавтуто, Василий Даньшин, Людмила Бондарцова, известный во всей Центральной Азии военный фотокорреспондент Виктор Дубровченко. Первым редактором являлся подполковник Виль Рахманкулов. С газетой сотрудничали бывшие фронтовые корреспонденты — народный писатель Казахстана Азильхан Нуршаихов и известный писатель и поэт Сагынгали Сеитов. Но новое время неумолимо требовало соответствовать требованиям эпохи. Поэтому под руководством подполковника Сапаргали Жагипарова газета начала активно меняться. Газета стала симпатичной в новом полиграфическом исполнении, она активно рассказывала обо всем, происходившем в Вооружённых Силах: принятии присяги, создании новых уставов, улучшении условий службы и быта, стала публиковать развлекательную информацию — кроссворды, телепрограмму, рассказы.
Редакция укреплялась новыми кадрами: лейтенант Сандыбай Кумисбеков, лейтенант Кудайберген Медиманов, капитан Борис Грибачев, майор Марат Нурсеитов, майор Владимир Кульгускин, подполковник Какимхан Куттыбаев, служащая Гульмира Тойболдина. Позже служил капитан Алтынбай Дауренбеков. Также работали Ауданбек Куандыков, Михаил Андронов и другие. Военное издание жило в творческом поиске и повседневном газетном ритме, выходя дважды в неделю форматом А3.
В дальнейшем газета «Қазақстан сарбазы — Воин Казахстана» была переименована в газету «Сарбаз» (со 2 августа 2007 года).

## Тематические проекты
С 2007 года редакция также издаёт ежемесячный военно-патриотический журнал «Айбын» на казахском и русском языках.
С марта 2016 года запущен информационно-новостной портал Sarbaz.kz.[значимость факта?]